# Neuaufnahmen in das UNESCO-Kultur- und -Naturerbe 1991
Im Jahr 1991 fanden die im Folgenden aufgeführten Neuaufnahmen in das UNESCO-Kultur- und -Naturerbe statt.

## Welterbe
Auf seiner 15. Sitzung vom 9. bis 13. Dezember 1991 in Karthago in Tunesien nahm das Welterbekomitee 22 Stätten aus 15 Ländern neu in die Liste des UNESCO-Welterbes auf, davon 16 Kulturerbestätten (K) und sechs Naturerbestätten (N).

### Welterbeliste
Folgende Stätten wurden neu in die Welterbeliste eingetragen:
| Vertragsstaat(en) | Bezeichnung                                                                       | Typ | Ref. | Anmerkungen                                                                      |
| ----------------- | --------------------------------------------------------------------------------- | --- | ---- | -------------------------------------------------------------------------------- |
| Australien        | Shark Bay, Westaustralien (Lage)                                                  | N   | 578  |                                                                                  |
| Bolivien          | Historische Stadt Sucre (Lage)                                                    | K   | 566  | Altstadt von Sucre                                                               |
| Brasilien         | Nationalpark Serra da Capivara (Lage)                                             | K   | 606  |                                                                                  |
| Deutschland       | Kloster Lorsch und Altenmünster (Lage)                                            | K   | 515  |                                                                                  |
| Finnland          | Alte Stadt Rauma (Lage)                                                           | K   | 582  | Altstadt von Rauma                                                               |
| Finnland          | Festung Suomenlinna (Lage)                                                        | K   | 583  |                                                                                  |
| Frankreich        | Paris, Ufer der Seine (Lage)                                                      | K   | 600  |                                                                                  |
| Frankreich        | Kathedrale Notre-Dame, ehemalige Abtei Saint-Rémi und Palais du Tau, Reims (Lage) | K   | 601  |                                                                                  |
| Indonesien        | Tempelanlagen von Borobudur (Lage)                                                | K   | 592  |                                                                                  |
| Indonesien        | Nationalpark Komodo (Lage)                                                        | N   | 609  |                                                                                  |
| Indonesien        | Tempelanlagen von Prambanan (Lage)                                                | K   | 642  |                                                                                  |
| Indonesien        | Nationalpark Ujun Kulon (Lage)                                                    | N   | 608  |                                                                                  |
| Mexiko            | Historisches Zentrum von Morelia (Lage)                                           | K   | 585  | Altstadt von Morelia                                                             |
| Mosambik          | Mosambikinsel (Lage)                                                              | K   | 599  |                                                                                  |
| Niger             | Naturreservate Aïr und Ténéré (Lage)                                              | N   | 573  |                                                                                  |
| Rumänien          | Donaudelta (Lage)                                                                 | N   | 588  |                                                                                  |
| Schweden          | Königliche Domäne Drottningholm (Lage)                                            | K   | 559  |                                                                                  |
| Spanien           | Kloster Poblet (Lage)                                                             | K   | 518  |                                                                                  |
| Sri Lanka         | Höhlentempel von Rangiri Dambulla (Lage)                                          | K   | 561  |                                                                                  |
| Thailand          | Historische Stadt Sukhothai und zugehörige historische Städte (Lage)              | K   | 574  | umfasst die Ruinenstädte Sukhothai, Kamphaeng Phet und Si Satchanalai            |
| Thailand          | Historische Stadt Ayutthaya und zugehörige historische Städte (Lage)              | K   | 576  |                                                                                  |
| Thailand          | Wildschutzgebiete Thung Yai-Huai Kha Khaeng (Lage)                                | N   | 591  | umfasst das Naturschutzgebiet Thung Yai und das Wildschutzgebiet Huai Kha Khaeng |

Bei folgenden Welterbestätten wurden signifikante Änderungen ihrer Grenzen beschlossen:
| Vertragsstaat(en) | Bezeichnung                          | Typ | Ref. | Anmerkungen                                                                                 |
| ----------------- | ------------------------------------ | --- | ---- | ------------------------------------------------------------------------------------------- |
| Peru              | Historisches Zentrum von Lima (Lage) | K   | 500  | Erweiterung der 1988 aufgenommenen Welterbestätte Klosterensemble von San Francisco de Lima |

Folgende Kandidaturen wurden bis auf Weiteres verschoben, da einige Bedingungen für die Eintragung als Welterbe noch nicht erfüllt waren:
- Alte Kirche von Petäjävesi (Finnland)
- Kloster Jasna Góra (Polen)

Folgende Nominierungen wurden abgelehnt:
- Amphitheater von Durrës (Albanien)
- Nationalpark Tarutao (Thailand)
- Kriegerfriedhof und Freiheitsdenkmäler in Riga (UdSSR)

### Rote Liste
In die Liste des gefährdeten Welterbes („Rote Liste“) aufgenommen wurde die durch den Kroatienkrieg bedrohte Altstadt von Dubrovnik im ehemaligen Jugoslawien (heute Kroatien).